# Sân bay quốc tế Dara Sakor
Sân bay quốc tế Dara Sakor là sân bay sử dụng công cộng đang được phát triển phục vụ huyện Botum Sakor ở Campuchia. Sân bay này do Tập đoàn Phát triển Liên hiệp Thiên Tân của Trung Quốc phát triển với chi phí 350 triệu đô la Mỹ. Sân bay này sẽ có các chuyến bay thử nghiệm đầu tiên vào đầu năm 2022. Nó còn phục vụ Khu nghỉ dưỡng Dara Sakor mới được coi là một "điểm du lịch sinh thái sang trọng".
Sân bay đóng vai trò là cơ sở hoạt động của hãng hàng không Lanmei Airlines.
Dựa trên 'bằng chứng tình huống', Bộ Quốc phòng Hoa Kỳ đã đưa ra lo ngại rằng sân bay này có thể được sử dụng như một căn cứ của Không quân Quân Giải phóng Nhân dân Trung Quốc, tuy nhiên sân bay không có bất kỳ cơ sở hạ tầng nào cho thấy mục đích sử dụng quân sự. Năm 2020, Mỹ đã áp đặt các biện pháp trừng phạt đối với nhà phát triển sân bay này khi đưa ra lời tuyên bố rằng nó được xây dựng trên đất bị chiếm giữ và viện lý do có thể sử dụng quân sự của phía Trung Quốc. Cả Tập đoàn Liên hiệp Thiên Tân và chính phủ Campuchia đều bác bỏ những tuyên bố này.